# Legió Màrtia
Les gestes de la Legió Martia són registrades per Apià, Cassi Dió, Valeri Màxim i Ciceró, però només pel seu nom, i la xifra relacionada amb aquesta legió no es coneix.
El 49 aC estava comandada per Servi Sulpici Galba. Valeri Màxim situa la legió a la província d'Àfrica en 46 aC, i com en aquest any hi va haver cinc legions, XXVI, XXVII, XXIX, XXX i potser la XXV, ha d'estar associada amb un d'aquests números. El 43 aC, durant la batalla de Forum Gallorum es trobava estacionada a la Província de Macedònia.